# آتشکده کوچه بیوک یزد
آتشکده در مهر کوچه بیوک مربوط به دوره قاجار است و در یزد، محله کوچه بیوک واقع شده و این اثر در تاریخ ۱۰ خرداد ۱۳۸۲ با شمارهٔ ثبت ۹۱۳۲ به‌عنوان یکی از آثار ملی ایران به ثبت رسیده‌است.